# 斯赖姆科·克里斯蒂娜
斯赖姆科·克里斯蒂娜（匈牙利語：Szremkó Krisztina，1972年1月6日—），匈牙利女子水球运动员。她曾代表匈牙利国家队参加2004年和2008年夏季奥林匹克运动会水球比赛，其中2008年奥运会获得第四名，2004年奥运会则获得第六名。